# Marrocos nos Jogos Olímpicos de Verão de 1960

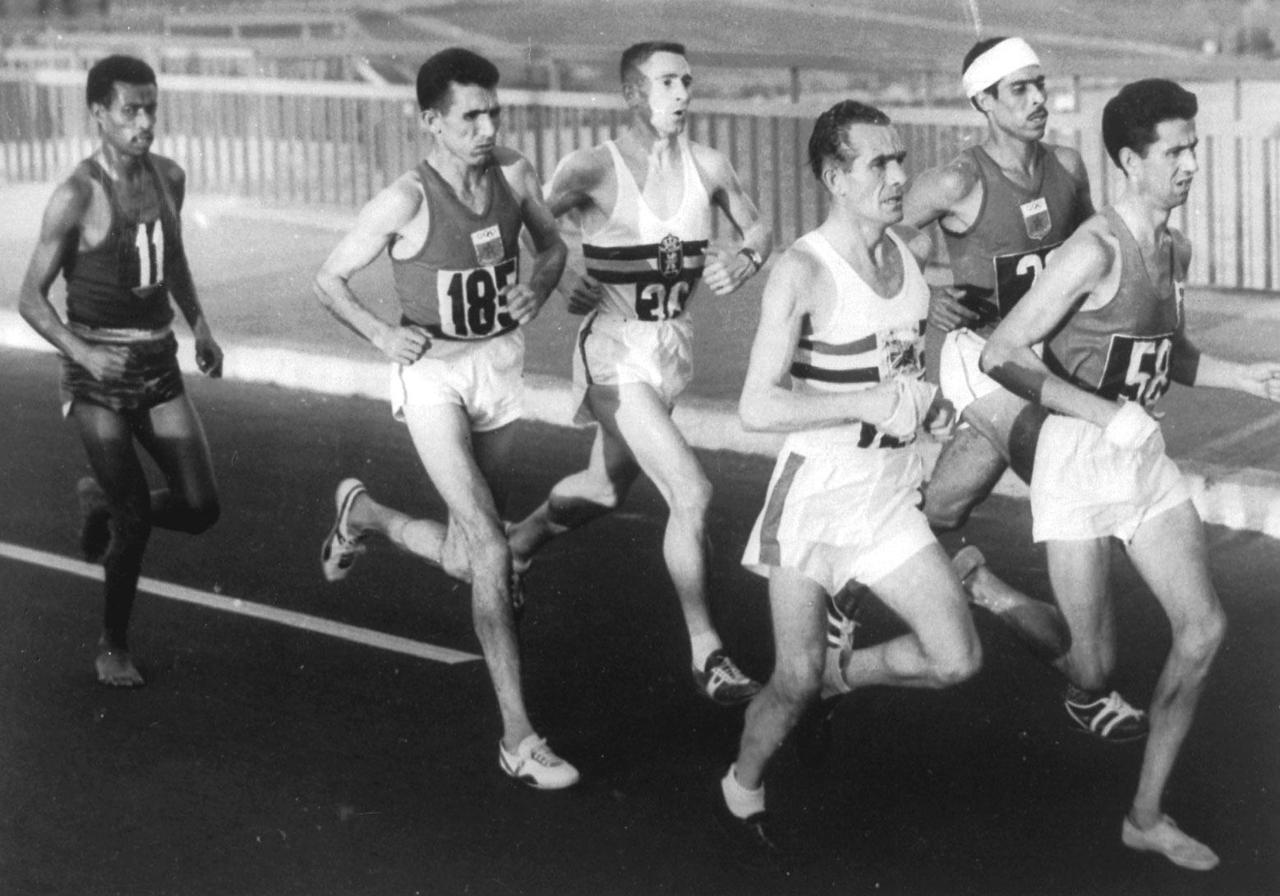
Abebe Bikila a competir na prova de maratona dos Jogos Olímpicos de 1960

O Marrocos participou dos Jogos Olímpicos de Verão pela primeira vez nos Jogos Olímpicos de Verão de 1960, realizados em Roma, Itália.